# 哈里斯峰 (維多利亞地)
哈里斯峰（英語：Harris Peak），是南極洲的山峰，位於維多利亞地，處於霍爾山和博爾峰之間韋安特山以南2.6公里，屬於阿斯加德山脈的一部分，海拔高度1,750米，在1998年由新西蘭地理委員會命名，現時由南極條約體系管理。